# (73079) Davidbaltimore
(73079) Davidbaltimore (2002 GX8) – planetoida z grupy pasa głównego asteroid okrążająca Słońce w ciągu 3,55 lat w średniej odległości 2,33 j.a. Odkryta 14 kwietnia 2002 roku.